# Ангола на літніх Олімпійських іграх 2016
Анголу на літніх Олімпійських іграх 2016 представляли 26 спортсменів у семи видах спорту. Жодної медалі олімпійці Анголи не завоювали.

## Спортсмени
| Дисципліна            | Чоловіки | Жінки | Разом |
| --------------------- | -------- | ----- | ----- |
| Легка атлетика        | 1        | 1     | 2     |
| Гандбол               | 0        | 15    | 15    |
| Дзюдо                 | 0        | 1     | 1     |
| Академічне веслування | 2        | 0     | 2     |
| Вітрильний спорт      | 3        | 0     | 3     |
| Стрільба              | 1        | 0     | 1     |
| Плавання              | 1        | 1     | 2     |
| Разом                 | 8        | 18    | 26    |

## Легка атлетика
Key
- Note – для трекових дисциплін місце вказане лише для забігу, в якому взяв участь спортсмен
- Q = пройшов у наступне коло напряму
- q = пройшов у наступне коло за добором (для трекових дисциплін - найшвидші часи серед тих, хто не пройшов напряму; для технічних дисциплін - увійшов до визначеної кількості фіналістів за місцем якщо напряму пройшло менше спортсменів, ніж визначена кількість)
- NR = Національний рекорд
- N/A = Коло відсутнє у цій дисципліні
- Bye = спортсменові не потрібно змагатися у цьому колі

Трекові і шосейні дисципліни
| Спортсмен          | Дисципліна                   | Попередній забіг | Попередній забіг | Чвертьфінал      | Чвертьфінал      | Півфінал         | Півфінал         | Фінал            | Фінал            |
| Спортсмен          | Дисципліна                   | Час              | Місце            | Час              | Місце            | Час              | Місце            | Час              | Місце            |
| ------------------ | ---------------------------- | ---------------- | ---------------- | ---------------- | ---------------- | ---------------- | ---------------- | ---------------- | ---------------- |
| Ерменехільдо Лейте | біг на 100 метрів (чоловіки) | 11.65            | 7                | Завершив виступ  | Завершив виступ  | Завершив виступ  | Завершив виступ  | Завершив виступ  | Завершив виступ  |
| Ліліана Нето       | біг на 100 метрів (жінки)    | 13.58            | 7                | Завершила виступ | Завершила виступ | Завершила виступ | Завершила виступ | Завершила виступ | Завершила виступ |

## Гандбол
Підсумок
Легенда:
- ET – Після додаткового часу
- P – долю матчу вирішила серія післяматчевих пенальті.

| Команда        | Дисципліна     | Груповий етап      | Груповий етап      | Груповий етап      | Груповий етап      | Груповий етап      | Груповий етап | Чвертьфінал        | Півфінал           | Фінал / БМ         | Фінал / БМ |
| Команда        | Дисципліна     | Суперник Результат | Суперник Результат | Суперник Результат | Суперник Результат | Суперник Результат | Місце         | Суперник Результат | Суперник Результат | Суперник Результат | Місце      |
| -------------- | -------------- | ------------------ | ------------------ | ------------------ | ------------------ | ------------------ | ------------- | ------------------ | ------------------ | ------------------ | ---------- |
| Angola women's | жіночий турнір | Румунія W 23–19    | Чорногорія W 27–25 | Норвегія L 20–30   | Бразилія L 24–28   | Іспанія L 22–26    | 4             | Росія L 27–31      | Завершила виступ   | Завершила виступ   | 8          |

### Жіночий турнір
Склад команди
Шаблон:Склад жіночої збірної Анголи з гандболу на літніх Олімпійських іграх 2016
Preliminary round
Шаблон:Підсумкова таблиця в групі A жіночого турніру з гандболу на літніх Олімпійських іграх 2016
Шаблон:Жіночий турнір з гандболу на літніх Олімпійських іграх 2016, гра A3
Шаблон:Жіночий турнір з гандболу на літніх Олімпійських іграх 2016, гра A6
Шаблон:Жіночий турнір з гандболу на літніх Олімпійських іграх 2016, гра A9
Шаблон:Жіночий турнір з гандболу на літніх Олімпійських іграх 2016, гра A10
Шаблон:Жіночий турнір з гандболу на літніх Олімпійських іграх 2016, гра A15
Чвертьфінал
Шаблон:Жіночий турнір з гандболу на літніх Олімпійських іграх 2016, гра C4

## Дзюдо
| Спортсмен       | Категорія        | 1/16 фіналу              | 1/8 фіналу                   | Чвертьфінали       | Півфінали          | Втішний поєдинок   | Фінал / БМ         | Фінал / БМ       |
| Спортсмен       | Категорія        | Суперник Результат       | Суперник Результат           | Суперник Результат | Суперник Результат | Суперник Результат | Суперник Результат | Місце            |
| --------------- | ---------------- | ------------------------ | ---------------------------- | ------------------ | ------------------ | ------------------ | ------------------ | ---------------- |
| Антонія Морейра | до 70 кг (жінки) | Родрігес (VEN) W 100–000 | Варгас-Кох (GER) L 000–000 S | Завершила виступ   | Завершила виступ   | Завершила виступ   | Завершила виступ   | Завершила виступ |

## Академічне веслування
| Спортсмен                        | Дисципліна                          | Заїзди  | Заїзди | Втішний заплив | Втішний заплив | Півфінали | Півфінали | Фінал   | Фінал |
| Спортсмен                        | Дисципліна                          | Час     | Місце  | Час            | Місце          | Час       | Місце     | Час     | Місце |
| -------------------------------- | ----------------------------------- | ------- | ------ | -------------- | -------------- | --------- | --------- | ------- | ----- |
| Андре Матіас Жан-Люк Расамоеліна | Парні двійки, легка вага (чоловіки) | 6:58.93 | 5 R    | 7:29.73        | 6 SC/D         | 7:39.59   | 4 FD      | 7:01.74 | 20    |

Пояснення до кваліфікації: FA=Фінал A (за медалі); FB=Фінал B (не за медалі); FC=Фінал C (не за медалі); FD=Фінал D (не за медалі); FE=Фінал E (не за медалі); FF=Фінал F (не за медалі); SA/B=Півфінали A/B; SC/D=Півфінали C/D; SE/F=Півфінали E/F; QF=Чвертьфінали; R=Потрапив у втішний заплив

## Вітрильний спорт
| Спортсмен                     | Дисципліна     | Заплив | Заплив | Заплив | Заплив | Заплив | Заплив | Заплив | Заплив | Заплив | Заплив | Заплив | Очки | Підсумкове місце |
| Спортсмен                     | Дисципліна     | 1      | 2      | 3      | 4      | 5      | 6      | 7      | 8      | 9      | 10     | M*     | Очки | Підсумкове місце |
| ----------------------------- | -------------- | ------ | ------ | ------ | ------ | ------ | ------ | ------ | ------ | ------ | ------ | ------ | ---- | ---------------- |
| Мануел Лелу                   | Лазер          | 44     | 43     | 45     | 45     | DNF    | 43     | 43     | 38     | 46     | 43     | EL     | 390  | 46               |
| Пайшау Афонсу Матіас Монтінью | 470 (чоловіки) | 25     | 26     | 27     | 27     | 26     | 23     | 26     | 26     | 26     | 24     | EL     | 229  | 26               |

M = Медальний заплив; EL = Вибув – не потрапив до медального запливу

## Стрільба
| Спортсмен           | Дисципліна      | Кваліфікація | Кваліфікація | Півфінал        | Півфінал        | Фінал           | Фінал           |
| Спортсмен           | Дисципліна      | Очки         | Місце        | Очки            | Місце           | Очки            | Місце           |
| ------------------- | --------------- | ------------ | ------------ | --------------- | --------------- | --------------- | --------------- |
| Жоау Паулу де Сілва | трап (чоловіки) | 98           | 33           | Завершив виступ | Завершив виступ | Завершив виступ | Завершив виступ |

Пояснення до кваліфікації: Q = Пройшов у наступне коло; q = Кваліфікувався щоб змагатись у поєдинку за бронзову медаль

## Плавання
| Спортсмен     | Дисципліна                        | Попередній заплив | Попередній заплив | Півфінал         | Півфінал         | Фінал            | Фінал            |
| Спортсмен     | Дисципліна                        | Час               | Місце             | Час              | Місце            | Час              | Місце            |
| ------------- | --------------------------------- | ----------------- | ----------------- | ---------------- | ---------------- | ---------------- | ---------------- |
| Педро Пінотес | 400 метрів комплексом (чоловіки)  | 4:25.84           | 25                | Н/Д              | Н/Д              | Завершив виступ  | Завершив виступ  |
| Ana Nóbrega   | 100 метрів вільним стилем (жінки) | 59.23             | 40                | Завершила виступ | Завершила виступ | Завершила виступ | Завершила виступ |